# Vzhůru na Mars
Vzhůru na Mars (v anglickém originále The Marge-ian Chronicles) je 16. díl 27. řady (celkem 590.) amerického animovaného seriálu Simpsonovi. Scénář napsal Brian Kelley a díl režírovali Matthew Faughnan a Chris Clements. V USA měl premiéru dne 13. března 2016 na stanici Fox Broadcasting Company a v Česku byl poprvé vysílán 31. srpna 2016 na stanici Prima Cool.

## Děj
Když se Homer dozví, že Ned Flanders chová na dvorku slepice, začne s Bartem krást vejce, která snášejí. Přestože si koupí několik vlastních slepic, aby měl po ruce zásobu vajec, on a Bart si uvědomí, že raději kradou Flandersovi. Rodina najde společnost Exploration Incorporated, která se kuřat ujme v rámci výzkumného projektu sponzorovaného společností, jehož cílem je zavést lety do vesmíru na Mars. Když se dozví, že společnost chce do deseti let začít s kolonizací planety, Líza se ochotně přihlásí. Zbytek rodiny s její volbou nesouhlasí, ale Homer přesvědčí Marge, aby se přihlásila také v naději, že Líza ztratí zájem a odhlásí se. Když tato strategie selže, přihlásí se celá rodina. 
Simpsonovi a několik dalších kandidátů jsou na týden umístěni do simulovaného habitatu, aby se vyhodnotila jejich reakce na podmínky, kterým by mohli na Marsu čelit. Všichni muži jsou na konci týdne propuštěni pro svou nepořádnost a hloupost; Marge se naopak díky svým zkušenostem v domácnosti a jako matka ukáže jako vysoce kvalifikovaná v požadovaných úkolech. Ona i Líza jsou vybrány jako finalistky, což vede k ostré konfrontaci mezi nimi, zatímco Homer a Bart nabízejí neurčitou podporu a přemýšlejí o své vlastní dysfunkční historii. 
Paul a Barry, vedoucí projektu, oznámí, že konkurenční společnost je blízko dokončení příprav na cestu na Mars a přesouvá původní start na čtvrtek. Všichni finalisté kromě Marge a Lízy vypadnou, ale tyto dvě tvrdošíjně ke zděšení Barta a Homera zůstávají v programu. Během závěrečné startovní pasáže se usmíří a rozhodnou se, že už na Mars letět nechtějí, ale na odvolání mise je už pozdě. Když odpočítávání dosáhne nuly, motory se nezapálí a raketa se nepohne. Paul a Barry přiznávají, že start byl podvrh, který měl jednak inspirovat novou generaci, jednak odvést pozornost, aby mohli projekt opustit a utéct; jejich auto však nenastartovalo. 
Doma Líza Marge poznamenává, že na Mars málem odletěli z čiré tvrdohlavosti, na což Marge vysvětluje, že takový je vztah matky a dcery. Epizoda končí pohledem do roku 2051, kdy Marge a Líza žijí na Marsu a hádají se kvůli Lízině touze přestěhovat se na Venuši. Během titulků Paul a Barry odjíždějí z místa startu a začínají plánovat nový podnikatelský záměr.

## Přijetí
Díl dosáhl ratingu 1,3 a sledovalo jej 3,07 milionu diváků, čímž se stal nejsledovanějším pořadem večera na stanici Fox.
Dennis Perkins z The A.V. Clubu udělil epizodě hodnocení B−, když uvedl: „Vzhůru na Mars odkazuje na jednu z nejšílenějších epizod, přičemž se zdá, že je připraven být ještě o něco šílenější. Jak se ukázalo, slib epizody, že Marge a Líza budou vystřeleny do vesmíru (shodou okolností na Mars), je něco jako návnada, což je fakt, který ji nechává v kašírovaném středu. Není dost odvážný na to, aby se vydal na cestu do vesmíru (a není dost vtipný na to, aby to dokázal), a místo toho se spokojí s lidským příběhem s několika mizernými ponaučeními. Vzhůru na Mars tancuje kolem možnosti vyhodit Marge a Lízu také do vesmíru, pak od toho ustoupí, poté se zdá, že jsou připraveny do toho jít, než se dojde k tomu, že soukromý koncern Exploration Incorporated financovaný korporacemi nikdy neměl know-how na to, aby poslal lidi na Mars.“.
Patrick D. Gaertner ze serveru Puzzled Pagan napsal: „Tohle je neuvěřitelně divná epizoda, ale docela se mi líbila. Ústřední myšlenka, že zatracení Simpsonovi budou kolonisty na zatraceném Marsu, je naprosto směšná a absurdní, ale tím, že se místo toho soustředí na tvrdohlavý souboj Marge a Lízy, jde vlastně o dobrý nápad. To, že se celá epizoda točí kolem malicherné hádky mezi Marge a Lízou, která je celá založena na lsti a vzpouře, je docela zábavné a dává nám v epizodě docela velké sázky. Jediný problém, který s tím mám, je fakt, že se to na konci tak nějak smete ze stolu. Jejich usmíření je takové uspěchané a divné a opravdu to působí jako jedna z těch epizod, kde si přáli, aby to bylo o pět minut delší a mohli udělat nějaký skutečný závěr, ale závodili s časem. Myslím, že to s těmi vejci bylo příliš důležité na to, aby to vystřihli a dali nám důstojný konec.“.